# Te de Java
El te de Java o Orthosiphon stamineus és una planta de la família de les lamiàcies. El seu nom prové del grec orthos que significa recte i del grec siphon que vol dir tub. Amb aquest nom es fa referència al tub de la corol·la manifestament recte i erecte, i amb stamineus s'indica que presenta els estams molt sobresortits.
El seu nom popular és te de java però té altres noms científics com: Clerodendranthus spicatus (Thunb.), Clerodendrum spicatum Thunb., Ocimum aristatum Blume (basionym), Orthosiphon spiralis Auct. o Orthosiphon stamineus Benth.

## Ecologia
El seu hàbitat va des del sud-oest asiàtic fins a Austràlia, i també podem trobar-lo a l'Amèrica tropical.
Dins de l'Àsia temperada el trobem a la Xina, concretament a les regions de la Xina: Fujian, Guangxi, Hainan i Yunnan; i a l'est d'Àsia a Taiwan.
A la zona de l'Àsia tropical el trobem a les següents regions d'Indo-Xina: Cambodia, Laos, Myanmar, Thailàndia i el Vietnam; i a les següents de Malèsia: Indonèsia, Malaisia, Papua New Guinea i Filipines.
Pel que fa a la zona d'Australàsia, viu a Queensland a Austràlia.

## Descripció
És un arbust perenne (nanofaneròfit) de 40-80 cm d'altura amb una tija quadrangular i poc ramificada de color violeta-marró. Les fulles són ovalanceolades amb el marge serrat o dentat, s'insereixen a la tija per un pecíol curt de color vermell violaci i la disposició sobre la tija és oposada, tenen una mida de 7 cm de longitud i 2-4 cm de gruix, de color verd a l'anvers i grisós al revers.
L'androceu està format per 4 estams llargs, de 2,5-3 cm i de color blau.
La inflorescència apareix entre abril i juliol, i és una espiga laxa i terminal amb flors blanques. Els estams, que dupliquen la longitud de la corol·la, sobresurten longitudinalment; aquesta característica li ha atorgat el nom popular de "bigotis de gat".
A la droga apareixen pèls tectors que poden ser unicel·lulars curts i cònics o pluricel·lulars uniseriats, també poden aparèixer pèls glandulars sèssils o amb un curt pecíol, i amb un cap pluricel·lular.
El fruit és tetraqueni, oblonga, aspre i rugós.

## Part utilitzada
Les parts de la planta que s'empren per a dur a terme una acció farmacològica són les fulles i les zones aèries.

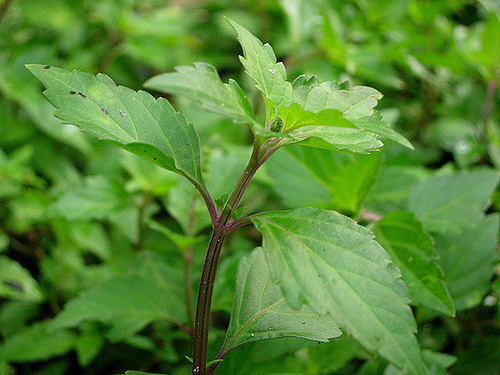
detall de les fulles

## Composició química
L'Ortosifó està format pels següents compostos:
Sals minerals (10-12%), sals potàssiques (3%), saponines triterpèniques (4,5%); com l'ortosifonol i la hederagenina, flavonoides (0,2%) cal destacar que predominen aquells que estan altament metoxilats com l'eupatorina, la sinensetina, l'escutelarina, la salvigenina i la ramnacina. Aquest també conté olis essencials (0.02-0,06%); està compost principalment per sesquiterpens com l'alfa-humulen, beta-cariofil·lè, epoxicariofilè i àcids fenòlics derivats de l'àcid cinàmic. Entre d'altres s'aïlla l'àcid rosmarínic, i èsters de l'àcid tàrtric amb el cafeic. Finalment, els diterpens i ortosifonols A-E també són presents a la composició del té de Java.

## Usos medicinals
L'Ortosiphon stamineus es pot emprar per combatre els processos inflamatoris dolorosos com astràlgia, artritis o gota, en casos d'hipertensió arterial, en què actua com a coadjuvant, ja que produeix una disminució de la volèmia sanguínia. També té importància pel que fa a infeccions genitourinàries, aquest afavoreix el drenatge d'orina de manera que pot col·laborar en l'eliminació de microorganismes patògens. A més també s'aconsella en casos de càlculs renals i càlculs urinaris. Aquests prevenen i tracten els càlculs, a causa del fet que amb un augment en l'eliminació d'orina, poden arrossegar microcristalls i oxalat càlcic.

## Accions farmacològiques
El te de Java, gràcies a l'abundància de sals potàssiques i amb l'acció dels flavonoides i saponòsits és un potent diürètic (activa l'eliminació de clorurs i catabòlits nitrogenats) indicat per accelerar la pèrdua de pes en els règims de control de pes. La riquesa que tenen en flavonoides estimula l'eliminació de la grassa acumulada a les cèl·lules. Cal destacar que els saponòsits i els derivats de l'àcid cafeic presenten una activitat bacteriostàtica. A més és antiinflamatori, colagog i hipocolesterolemiant. En associació amb una planta antiinflamatòria (com per exemple l'aspargofit) constitueix un bon tractament de la gota.

## Toxicitat
Pel que fa a les intoxicacions, s'ha de tenir en compte el contingut alcohòlic de l'extracte fluid i de la tintura.

## Observacions

### Història

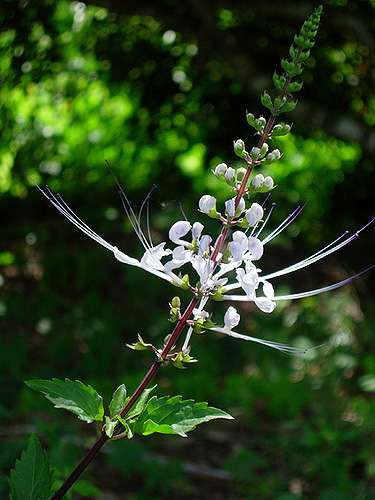
detall de la flor

El te de Java és originari de l'Extrem Orient i va ser introduït a Europa a finals del segle xix per metges holandesos que el van portar de les seves colònies.

### Preparacions
La fulla de l'ortosifó està força difosa en el mercat espanyol. Es troba simple (càpsules, droga per infusió o extractes) o associada a altres drogues, principalment laxants, en preparats per a règims. La podem preparar de les següents maneres:
- Com a infusió: afegint 2,5 grams per tassa (recomanades tres al dia entre àpats, endolcir amb una mica de mel, i acompanyar amb un consum generós d'aigua). És molt conegut pel seu color, la seva aromaticitat i pel seu gust deliciós.
- En pols: 300-1500 mil·ligrams repartits en tres cops al dia.
- Com a extracte sec: 150-300 mil·ligrams diaris.
- Com a extracte tou: 0.1-0.5 mil·ligrams diaris.
- Com a extracte fluid: 1-3 grams diaris.
- Nebulitzat: 150-300 mil·ligrams diaris.

Es pot combinar amb: blat de moro, cua de cavall, cua de gat, melissa, anís verd, ortiga grossa, vara d'or, bedoll, agram, freixe, salze blanc.

### Reaccions adverses
Una de les contraindicacions més destacades que es poden donar per la ingesta de Orthosiphon stamineus és la litiasis oxàlica, aquesta produeix una significativa alcalinització de l'orina, que podria precipitar en forma de càlculs. Es poden donar altres casos, com nàusees i vòmits pel seu sabor amarg intens.
Destacar que en cas d'embaràs i lactància,el te de Java no està recomanat a causa de l'absència de dades que avalin la seva seguretat.

### Advertències i precaucions especials d'ús
S'han de tenir una sèrie de precaucions a l'hora de consumir Ortosiphon stamineus. En casos d'insuficiència cardíaca, aquest s'ha de fer servir amb precaució, ja que degut al seu efecte diürètic pot produir un desequilibri hidroelèctric que empitjori la situació, també s'ha de vigilar en casos d'insuficiència renal, ja que pot empitjorar la funcionalitat renal.
D'altra banda, s'aconsella aportar una ingesta adequada de líquid (fins a 2l. diaris) per tal d'obtenir un bon efecte diürètic i evitar la deshidratació de l'individu.